# Condado de Clay (Texas)
O Condado de Clay é um dos 254 condados do estado norte-americano do Texas. A sede do condado é Henrietta, e sua maior cidade é Henrietta.
O condado possui uma área de 2 891 km² (dos quais 48 km² estão cobertos por água), uma população de 11 006 habitantes, e uma densidade populacional de 4 hab/km² (segundo o censo nacional de 2000).
O condado foi criado em 1857.